# 황모과
황모과(?~)는 대한민국의 SF 소설가이다. 중편 SF 소설 〈모멘트 아케이드〉로 2020년 제4회 한국과학문학상 중단편부문 대상을 수상했다.